# Rescued
Rescued es una canción de la banda estadounidense de rock Foo Fighters. La canción es del undécimo álbum de estudio de la banda, But Here We Are. Fue lanzado como el primer sencillo del álbum el 19 de abril de 2023. Es el primer sencillo de la banda desde la muerte del baterista Taylor Hawkins en marzo de 2022.

## Lanzamiento
Tras su lanzamiento como el primer sencillo de But Here We Are, la banda lo describió como "la primera de 10 canciones que abarcan una gama emocional desde la rabia y el dolor hasta la serenidad y la aceptación, y una miríada de puntos intermedios".

## Recepción
Consequence of Sound declaró en una reseña de la canción que "En todo caso, Foo Fighters nunca ha sonado más vital. A medida que se lanzan al abrasador post-estribillo de la canción, hay un poder embriagador en la entrega sincera de la banda, el mismo que ha caracterizado los mayores éxitos de la banda, como "Best of You", "The Pretender" y "Everlong". Metal Planet Music declaró que "'Rescued' es un rockero de pura sangre que contiene un desafío ardiente, atravesado por el dolor y la fragilidad. Reuniendo todo lo que amamos de Foo Fighters, el alboroto de las guitarras, el impulso de los ritmos y Dave Grohl aporta una de sus voces más emotivas a las letras". récord para la mayor cantidad de top-tens en esa tabla de Billboard Alternative Airplay.

## Posicionamiento en lista
| Lista (2023)                                     | Posición |
| ------------------------------------------------ | -------- |
| Canadá (Canadian Hot 100)                        | 88       |
| Czech Republic Modern Rock (IFPI)                | 9        |
| Japan Hot Overseas (Billboard Japan)             | 13       |
| German Download Singles (Official German Charts) | 79       |
| New Zealand Hot Singles (RMNZ)                   | 16       |
| Reino Unido (UK Download Chart)                  | 28       |